# Сарненська міська рада
Са́рненська міська́ ра́да — орган місцевого самоврядування в Сарненському районі Рівненської області. Адміністративний центр — місто Сарни.

## Загальні відомості
- Сарненська міська рада утворена в 1885 році.
- Територія ради: 43,15 км²
- Населення ради: 28 604 особи (станом на 1 січня 2011 року)
- Територією ради протікає річка Случ.

## Населені пункти
Міській раді підпорядковані населені пункти:
місто Сарни – адміністративний центр громади;
Великовербченський старостинський округ №1
село Велике Вербче, село Бутейки, село Вирка.
Коростський старостинський округ №2
село Корост, село Мале Вербче, село Одринки.
Кричильський старостинський округ №3
село Кричильськ, село Поляна, село Убереж, село Угли.
Городецький старостинський округ №4
село Городець, село Велихів, село Сварині.
Костянтинівський старостинський округ №5
село Костянтинівка, село Іванівка, село Орлівка.
Ремчицький старостинський округ №6
село Ремчиці, село Копище, село Тріскині, село Яринівка.
Цепцевицький старостинський округ №7
село Цепцевичі, село Висове.
Тутовицький старостинський округ №8
село Тутовичі, село Довге, селище Чемерне.
Люхчанський старостинський округ №9
село Люхча, село Глушиця, село Глушицьке, село Дубки, село Обірки.
Стрільський старостинський округ №10
село Стрільськ, село Маслопуща.
Любиковицький старостинський округ №11
село Любиковичі, село Білятичі, село Мар'янівка.

## Склад ради
Рада складається з 34 депутатів та голови.
- Голова ради: Серпенінов Руслан Петрович

### Керівний склад попередніх скликань
| Прізвище, ім'я, по батькові   | Основні відомості                                                                                | Дата обрання | Дата звільнення |
| ----------------------------- | ------------------------------------------------------------------------------------------------ | ------------ | --------------- |
| Ніколайчук Леонтій Сергійович | Міський голова, 1949 року народження, член партії Християнсько-Демократичний Союз                | 26.03.2006   | 31.10.2010      |
| Євтушок Сергій Миколайович    | Міський голова, 1973 року народження, освіта вища, член Всеукраїнського об'єднання «Батьківщина» | 31.10.2010   | 15.04.2014      |
| Усик Світлана Борисівна       | Міський голова, 1958 року народження, освіта вища, позапартійна                                  | 26.10.2014   | 12.11.2020      |

Примітка: таблиця складена за даними сайту Верховної Ради України

### Депутати
За результатами місцевих виборів 2010 року депутатами ради стали:

#### За суб'єктами висування
| Суб'єкт висування                                       | Кількість обраних депутатів | %    |
| ------------------------------------------------------- | --------------------------- | ---- |
| Політична партія Всеукраїнське об'єднання «Батьківщина» | 19                          | 52,8 |
| Партія регіонів                                         | 6                           | 16,7 |
| Партія «Відродження»                                    | 2                           | 5,6  |
| Партія Християнсько-Демократичний Союз                  | 2                           | 5,6  |
| Політична партія Всеукраїнське об'єднання «Свобода»     | 2                           | 5,6  |
| Політична партія «Наша Україна»                         | 2                           | 5,6  |
| Політична партія «Фронт Змін»                           | 2                           | 5,6  |
| Партія «Народна влада»                                  | 1                           | 2,8  |

#### За округами
| № округу                                                | Прізвище, ім'я, по батькові       | Дата визнання обраним | Освіта             | Партійна приналежність                        | Відомості про обраного депутата                                                            |
| ------------------------------------------------------- | --------------------------------- | --------------------- | ------------------ | --------------------------------------------- | ------------------------------------------------------------------------------------------ |
| Партія «ВІДРОДЖЕННЯ»                                    |                                   |                       |                    |                                               |                                                                                            |
| б/м                                                     | Маслак Олексій Олександрович      | 08.11.2010            | вища               | член Партії «ВІДРОДЖЕННЯ»                     | ВП Рівненська дистанція водопостачання, начальник дільниці водопостачання                  |
| б/м                                                     | Кузьмич Віктор Костянтинович      | 08.11.2010            | вища               | член Партії «ВІДРОДЖЕННЯ»                     | ВП Сарненська дистанція сигналізації і зв'язку, начальник дистанції сигналізації і зв'язку |
| Партія «Народна влада»                                  |                                   |                       |                    |                                               |                                                                                            |
| 4                                                       | Радчук Мирослав Григорович        | 08.11.2010            | вища               | позапартійний                                 | станція СарниЛьвівськоїзалізниці, черговий по вокзалу                                      |
| Партія регіонів                                         |                                   |                       |                    |                                               |                                                                                            |
| б/м                                                     | Новак Руслан Васильович           | 08.11.2010            | вища               | член Партії регіонів                          | Сарненське районне управління юстиції, провідний спеціаліст                                |
| б/м                                                     | Данилицький Павло Андрійович      | 08.11.2010            | вища               | член Партії регіонів                          | приватний підприємець                                                                      |
| б/м                                                     | Дульський Денис Олександрович     | 16.11.2010            | вища               | позапартійний                                 | Свято-Покровський Кафедральний собор, священик                                             |
| 11                                                      | Оверчук Любов Іванівна            | 08.11.2010            | вища               | позапартійна                                  | СШР І ст.№ 5, директор                                                                     |
| 14                                                      | Рудковський Анатолій Анатолійович | 08.11.2010            | середня            | член Партії регіонів                          | приватний підприємець                                                                      |
| 15                                                      | Потапович Василь Петрович         | 15.11.2010            | вища               | член Партії регіонів                          | приватний підприємець                                                                      |
| Партія Християнсько-Демократичний Союз                  |                                   |                       |                    |                                               |                                                                                            |
| б/м                                                     | Ніколайчук Леонтій Сергійович     | 08.11.2010            | вища               | член Партії Християнсько-Демократичний Союз   | Сарненська міська рада, міський голова                                                     |
| б/м                                                     | Петренко Валентина Іванівна       | 08.11.2010            | вища               | позапартійна                                  | Сарненський педколедж, викладач                                                            |
| Політична партія Всеукраїнське об'єднання «Батьківщина» |                                   |                       |                    |                                               |                                                                                            |
| б/м                                                     | Тишкевич Раїса Костянтинівна      | 08.11.2010            | вища               | член Всеукраїнського об'єднання «Батьківщина» | Сарненський історико- етнографічний музей, директор                                        |
| б/м                                                     | Кабанець Юрій Антонович           | 08.11.2010            | середня спеціальна | член Всеукраїнського об'єднання «Батьківщина» | приватний підприємець                                                                      |
| б/м                                                     | Круглик Олексій Якович            | 08.11.2010            | середня спеціальна | член Всеукраїнського об'єднання «Батьківщина» | приватний підприємець                                                                      |
| б/м                                                     | Берденко Володимир Михайлович     | 08.11.2010            | вища               | позапартійний                                 | ВАТ «Сарнинафто продукт», голова правління                                                 |
| б/м                                                     | Савіна Оксана Юріївна             | 08.11.2010            | вища               | член Всеукраїнського об'єднання «Батьківщина» |                                                                                            |
| б/м                                                     | Шабак Дмитро Олександрович        | 08.11.2010            | середня            | член Всеукраїнського об'єднання «Батьківщина» | приватний підприємець                                                                      |
| 1                                                       | Поляков Олександр Володимирович   | 08.11.2010            | вища               | член Всеукраїнського об'єднання «Батьківщина» | будівельна фірмаТзОВ «Хміль», директор                                                     |
| 2                                                       | Куліков Валерій Валерійович       | 08.11.2010            | середня спеціальна | позапартійний                                 | приватний підприємець                                                                      |
| 3                                                       | Кисельов Сергій Євгенійович       | 08.11.2010            | середня спеціальна | позапартійний                                 | приватний підприємець                                                                      |
| 5                                                       | Ратич Олександр Володимирович     | 08.11.2010            | вища               | член Всеукраїнського об'єднання «Батьківщина» | НВК «Школа-колегіум ім. Т. Г. Шевченка», вчитель                                           |
| 7                                                       | Заболотний Ігор Іванович          | 08.11.2010            | середня спеціальна | член Всеукраїнського об'єднання «Батьківщина» | приватний підприємець                                                                      |
| 8                                                       | Дидюк Валерій Миколайович         | 08.11.2010            | вища               | позапартійний                                 | Вузлова лікарнястанції Сарни, лікар                                                        |
| 9                                                       | Данильченко Андрій В'ячеславович  | 08.11.2010            | середня спеціальна | член Всеукраїнського об'єднання «Батьківщина» | приватний підприємець                                                                      |
| 10                                                      | Хомич Руслан Олексійович          | 08.11.2010            | вища               | член Всеукраїнського об'єднання «Батьківщина» | СарненськаорганізаціяВФСТ «Колос», голова                                                  |
| 12                                                      | Раковець Едуард Кирилович         | 08.11.2010            | вища               | позапартійний                                 | КП ТРК «Полісся», заступникдиректора                                                       |
| 13                                                      | Фесовець Олександр Миколайович    | 08.11.2010            | вища               | член Всеукраїнського об'єднання «Батьківщина» | КЗ Обласний центр з фізичної культури і спорту інвалідів, тренер — викладач                |
| 16                                                      | Ткаленко Ніна Гнатівна            | 08.11.2010            | вища               | член Всеукраїнського об'єднання «Батьківщина» | пенсіонер                                                                                  |
| 17                                                      | М'якішев Ігор Федорович           | 08.11.2010            | вища               | позапартійний                                 | ТзОВ"МС — зв'язок", інженер                                                                |
| 18                                                      | Криницький Яків Якович            | 08.11.2010            | середня            | позапартійний                                 | приватний підприємець                                                                      |
| Політична партія Всеукраїнське об'єднання «Свобода»     |                                   |                       |                    |                                               |                                                                                            |
| б/м                                                     | Патрикей Євгеній Олексійович      | 08.11.2010            | середня спеціальна | член Всеукраїнського об'єднання «Свобода»     | приватний підприємець                                                                      |
| 6                                                       | Шевчук Іван Іванович              | 08.11.2010            | вища               | член Всеукраїнського об'єднання «Свобода»     | компанія "Сов сервіс -мова ", керівникторгової групи                                       |
| Політична партія «Наша Україна»                         |                                   |                       |                    |                                               |                                                                                            |
| б/м                                                     | Вовчик Віталій Михайлович         | 08.11.2010            | вища               | член Політичної партії «Наша Україна»         | Департамент логістики ТзОВ «Північ-Центр», директор                                        |
| б/м                                                     | Шапірко Ніна Леонідівна           | 08.11.2010            | вища               | член Політичної партії «Наша Україна»         | Сарненська міська рада, головний спеціаліст з питань ЖКГ і благо-устрою                    |
| Політична партія «Фронт Змін»                           |                                   |                       |                    |                                               |                                                                                            |
| б/м                                                     | Гарбар Володимир Миколайович      | 08.11.2010            | вища               | член Політичної партії «Фронт Змін»           | приватний підприємець, директор                                                            |
| б/м                                                     | Кошкіна Діана Анатоліївна         | 08.11.2010            | вища               | член Політичної партії «Фронт Змін»           | Педагогічний коледж, практичний психолог                                                   |